# Lahar Mons
Il Lahar Mons è una struttura geologica della superficie di Venere.